# Florenz Conrad Ostman von der Leye
Florenz Conrad Ostman von der Leye (* 3. Mai 1766 in Leye; † 29. Oktober 1831 in Osnabrück) war ein deutscher Jurist, Fideikommissherr und Mitglied der Reichsstände des Königreichs Westphalen.

## Leben

### Herkunft und Familie
Florenz Conrad Ostman von der Leye entstammte dem ursprünglich westfälischen Adelsgeschlecht Ostman von der Leye, das sich später im Königreich Hannover ausbreitete und zu Besitz und Ansehen kam. Er war der Sohn des Fürstbischöflich-münsterischen Obristen Stephan Florenz Ostmann von der Leye (1733–1813) und dessen Gemahlin Maria Freiin von Nordeck zur Rabenau (1742–1797).
Er war Fideikommissherr auf Gut Leye, Horneberg und Altenhagen und heiratete am 29. September 1789 in Osnabrück Maria Theresia von Boeselager (1764–1814). Aus dieser Ehe ging der Sohn Friedrich (1792–1833) hervor. Nach Maria Theresias Tod heiratete er 1818 Anna Maria Hagedorn.

### Wirken
Florenz Conrad studierte nach dem Abitur in Münster zunächst an der  Westfälischen Wilhelms-Universität Münster und setzte sein Jurastudium bis 1789 in Göttingen fort. Im selben Jahr wurde er hier Mitglied des Königlichen Historischen Instituts. Von 1791 an war er zuerst Fürstbischöflich-Osnabrückischer und dann Königlich-Hannoverscher Kammerherr. Er ging in die Verwaltung und wurde 1816 Königlich-Hannoverscher Regierungsrat im  Regierungskollegium in Osnabrück beim Regierungspräsidenten Herbord von Bar. Von 1823 an war er Erster Regierungsrat  bei der Landdrostei Osnabrück.

### Politische Ämter
- Mitglied des Departementsrats des Weser-Departements
- Mitglied des Departements-Wahlkollegiums des Weser-Departements
- Mitglied der Steuerkommission des Weser-Departements
- 2. Juni 1808 bis 5. März 1811 als Vertreter der Grundeigentümer Mitglied der Reichsstände des Königreichs Westphalen für das Weser-Departement
- 1811 bis 1813 Präfekturrat im Ober–Ems-Departement
- 12. Dezember 1814 bis 18. März 1815 als Deputierter des Stifts. St. Johann in Osnabrück Mitglied der Provisorischen Allgemeinen Ständeversammlung des Königreichs Hannover
- 1813–1816 Mitglied der Provisorischen Regierungskommission für das Fürstentum Osnabrück
- 18. März 1815 bis September 1816 Mitglied der Provisorischen Allgemeinen Ständeversammlung des Königreichs Hannover
- 18. März 1815 bis September 1816 als Deputierter der Ritterschaft Mitglied der Provisorischen Allgemeinen Ständeversammlung des Königreichs Hannover